# Гентоку
Гентоку (元徳) је јапанска ера (ненко) која је настала после Карјаку и пре Генко ере. Временски је трајала од августа 1329. до априла 1331. на јужном, док је на северном двору трајала до 1332. године. Припадала је Камакура периоду. Владајући монарх био је Го-Даиго.

## Важнији догађаји Гентоку ере
- 27. март 1330. (Гентоку 2, осми дан трећег месеца): Цар посећује храмове Тодаи-џи и Кофуку-џи у Нари.[3]